# German Jazz Masters
Die Jazz-Formation German Jazz Masters ist ein Bandprojekt von  Musikern wie Albert Mangelsdorff, Klaus Doldinger, Manfred Schoof, Wolfgang Dauner, Wolfgang Haffner und Eberhard Weber. Geboren wurde diese Idee 1996 bei einem Geburtstagskonzert für den Trompeter Manfred Schoof in der Kölner Philharmonie. Diese German Jazz Masters gingen 2000 auf Tour und hatten Auftritte u. a. beim Jazzfest Burghausen.
Nach dem Tod von Albert Mangelsdorff 2005 blieb sein Platz bei den Livekonzerten unbesetzt.
Seit Herbst 2005 spielte Curt Cress an Stelle von Wolfgang Haffner bei den German Jazz Masters und ab 2008 Meinhard „Obi“ Jenne. Bassist ist aktuell Wolfgang Schmid.

## Diskografie
- The German Jazz Masters: Old Friends (2000)